# 6565 Reiji
6565 Reiji (1992 FT) là một tiểu hành tinh vành đai chính được phát hiện ngày 23 tháng 3 năm 1992 bởi K. Endate ở Kitami.